# Drosophila mathisi
Drosophila mathisi este o specie de muște din genul Drosophila, familia Drosophilidae, descrisă de Vilela în anul 1983. Conform Catalogue of Life specia Drosophila mathisi nu are subspecii cunoscute.